# 巴拉圭体育
体育是巴拉圭人日常生活中重要的部分。巴拉圭体育也上升成为一种国家文化。足球是最受欢迎的体育项目，橄榄球、排球、篮球、网球也很受欢迎。国际象棋、室内5人足球、高尔夫球、赛艇等也很受巴拉圭人青睐。

## 足球
足球是巴拉圭最受欢迎的的体育运动并且成为了一种国家文化。足球最早由荷兰人威廉·帕特引入。他于1888年从荷兰移居到亚松森，并把足球带到了那里。 1900年在亚松森市中心的德阿马斯广场上举行了一个小型的足球锦标赛。1906年，随着各大足球俱乐部的建立，巴拉圭足球协会也建立起来。巴拉圭足协于1921年加入南美洲足球协会，1925年加入国际足球联合会。之后足球运动更是迅猛发展，目前巴拉圭共有超过1600支队伍进行各种联赛。 每支队伍都尽力打入巴拉圭甲级联赛。巴拉圭足球的发展可以从各个足球俱乐部的成绩以及巴拉圭国家足球队的表现看出。国家队参加了8次世界杯，赢得了两次美洲杯，并且在2004年雅典奥运会上取得银牌。这些成就使得巴拉圭成为继巴西、阿根廷、乌拉圭之后南美洲足球第四强国。亚松森奥林匹亚队赢得了8次国际性的锦标赛，包括3次南美解放者杯和一次洲际杯足球赛。巴拉圭历史上最成功的足球运动员包括：阿尔塞尼奥·埃里科、奥雷利奥·冈萨雷斯、塞萨尔·罗梅罗、何塞·路易斯·奇拉维特等。

## 橄榄球
橄榄球是另一项在巴拉圭受欢迎的运动。巴拉圭橄榄球目前有注册运动员4355人，俱乐部19个。巴拉圭橄榄球目前的世界排名38，是南美洲第5。 巴拉圭橄榄球协会(Union de Rugby del Paraguay)创办于1970年，并在1989年加入了国际橄榄球总会。南美洲的橄榄球长期由阿根廷和乌拉圭称霸。很难说哪个国家将橄榄球传入了巴拉圭，因为就拿亚松森的橄榄球俱乐部来说，它是由两个英国人、两个阿根廷人、一个荷兰人和一个新西兰人创办的。当然法国人在橄榄球的传入中也起了重要作用，他们提供了很多的教练培训服务。
第一个正史记载的巴拉圭橄榄球运动员是尼尔森·阿亚拉，他在19世纪50年代服役于一支英国的球队，也在国家队中做出了突出贡献。1970年，第二个橄榄球俱乐部在亚松森建立，叫亚松森大学生俱乐部。这支俱乐部在1980年代走出国门，到英国参加比赛，从而成为第一支走出国门的橄榄球队。截至1988年，巴拉圭已经有超过20个橄榄球队。

## 排球
巴拉圭国家男子排球队在南美洲排球锦标赛上获得过一枚银牌（1958年）、两枚铜牌（1956年、1979年） 巴拉圭国家女子排球队则在南美洲排球锦标赛上获得过1银（1964年）、1铜（1967年）

## 篮球
巴拉圭篮球可追溯至1936年。巴拉圭篮球协会于1947年创办，并在同一年加入了国际篮联。国家队的最好成绩是在南美篮球锦标赛上的两次第二名（1955年、1960年）。

## 网球
巴拉圭戴维斯杯网球队在1931年第一次参加戴维斯杯，而最好成绩是晋级四分之一决赛（1983-85、1987年）。巴拉圭联合会杯网球队于1991年第一次参加联合会杯，最好成绩是在1995年的世界组淘汰赛的资格。著名的巴拉圭网球运动员有：维克多·卡瓦列罗、拉蒙·德尔加多、弗朗西斯科·冈萨雷斯、帕斯托雷·德·洛斯·里奥斯等。

## 國際體育競賽
巴拉圭於1968年首度參加奧運會，並自此派出運動員參加每一屆夏季奧運至今，但期间也曾参与聯合抵制1980年夏季奧運會，迄今仅在雅典奥运会上取得银牌一枚。巴拉圭於2014年首度參加冬季奧運會，暂未获得任何奖牌。